# Kurt Schuschnigg
Kurt Alois Josef Johann (Edler von) Schuschnigg, sinds het afschaffen van de adel in Oostenrijk (1919) zonder Edler von (Riva del Garda, 14 december 1897 – Mutters, 18 november 1977) was een Oostenrijks bondskanselier (1934-1938). Hij was afkomstig uit de lagere adel. Zijn vader was een Oostenrijk-Hongaars generaal.
Schuschnigg studeerde rechten te Innsbruck. Hij was er lid van A.V. Austria Innsbruck, een katholieke studentenvereniging die behoorde tot het Cartellverband der katholischen deutschen Studentenverbindungen. Schuschnigg vocht in de Eerste Wereldoorlog. Na de oorlog was hij korte tijd advocaat. In 1927 werd hij voor de Christelijk-Sociale Partij in het parlement gekozen. In 1927 richtte hij de Ostmärkische Sturmscharen, een partijmilitie op. Na de moord op Engelbert Dollfuss, de bondskanselier, door de nazi's (25 juli 1934, zie Juliputsch) volgde Schuschnigg hem op. In 1936 werd hij tevens minister van Oorlog en Binnenlandse Zaken. Hij regeerde sindsdien met dictatoriale volmachten. 
Net als Dollfuss zocht Schuschnigg steun bij Mussolini's Italië om Oostenrijks onafhankelijkheid te waarborgen. Nadat er echter een goede verstandhouding tussen Hitler en Mussolini was ontstaan, zocht Schuschnigg vooral steun bij Frankrijk en het Verenigd Koninkrijk. Een herstel van het keizerrijk onder de Habsburgers werd door de Fransen en de Kleine Entente (Tsjecho-Slowakije en Roemenië) tegengewerkt. 
In 1937 groeide de Anschlussgedachte in Duitsland en kon zij ook op meer enthousiasme rekenen bij de Oostenrijkers zelf. In 1937 sloot Oostenrijk met Duitsland een tolunie. Schuschnigg meende dat Hitler hierna minder agressief zou zijn ten opzichte van de Oostenrijkse staat vanwege de Oostenrijkse toenadering. In 1938 werden Schuschnigg en zijn minister van Buitenlandse Zaken Guido Schmidt naar Berchtesgaden, Hitlers buitenverblijf 'het Berghof' ontboden, waar Hitler een Anschluss eiste. Schuschnigg en Schmidt keerden echter terug, nadat ze slechts enkele kleine concessies hadden gedaan. Terug in Oostenrijk trachtte Schuschnigg het volk via een volksstemming te laten beslissen of men vóór of tegen een Anschluss was. Hitler, op de hoogte gesteld van Schuschniggs plannen, werd woedend en dreigde met een Duitse bezetting indien hij niet zou aftreden als bondskanselier en de macht zou overdragen aan Arthur Seyss-Inquart. Schuschnigg, bevreesd voor een bloedige oorlog, trad af op 11 maart 1938, waarna president Miklas van Oostenrijk zich hevig verzette tegen de benoeming van Seyss-Inquart, maar zich later toch genoodzaakt zag hem als bondskanselier aan te stellen. Seyss-Inquart stuurde op de eerste dag van zijn aanstelling (12 maart 1938) een telegram naar Duitsland met het verzoek om troepen te sturen ter bescherming van Oostenrijk, waarna de Anschluss een voldongen feit was. Voortaan zou Oostenrijk de naam Ostmark dragen en werd het een provincie van het Groot-Duitse Rijk van Adolf Hitler.
Schuschnigg werd na de Anschluss gearresteerd en opgesloten in een concentratiekamp. In 1945 werd hij door de Amerikanen bevrijd. Na de Tweede Wereldoorlog ging hij naar de Verenigde Staten, werd hoogleraar staatsrecht aan de Universiteit van St. Louis en verwierf de Amerikaanse nationaliteit. In 1968 keerde hij terug naar Oostenrijk, maar ging niet meer de politiek in. In november 1977 overleed Kurt Schuschnigg, vier weken vóór zijn 80ste verjaardag.